# Stadio d'onore di Meknès
Lo Stadio d'onore (in francese Stade d'honneur de Meknès, in arabo: الملعب الشرفي بمكناس) è uno stadio di calcio situato nella città di Meknès, in Marocco. È stato costruito nel 1962 e ristrutturato nel 2007. Ospita le partite casalinghe del CODM Meknès. 
Ha una capienza di 20 000 posti, di cui 4 000 coperti. Non ha una pista per atletica leggera e possiede un tappeto erboso sintetico installato nel 2007.